# Granota de corona
La granota de corona (Triprion spinosa) és una espècie d'amfibis de la família dels hílids. Anteriorment era monotípica del gènere Anotheca, però des del 2018 se la classifica en el gènere Triprion. Habita a Costa Rica, Hondures, Mèxic i Panamà. Els seus hàbitats naturals inclouen boscos tropicals o subtropicals secs i a baixa altitud i montans secs. Està amenaçada d'extinció per la destrucció del seu hàbitat natural.

## Descripció
Espècie gran i de potes llargues. Mascles adults de 59 a 69 mm de llargada estàndard, femelles adultes de 58 a 80 mm. Dors, superfícies de les extremitats superiors i abdomen llis. Cap tan ample o més ample que llarg. Musell agudament arrodonit des de dalt, truncat de perfil; timpà distintiu, gran 70-80% del diàmetre de l'ull; anell del timpà prominent sense escletxes vocals ni sac vocal; dits llargs i prims amb discs de mida moderada. Les superfícies dorsals majoritàriament marrons, sovint amb un color entre rosat a vermellós, marcades amb grans taques de color marró fosc violaci i negre als flancs com a extensions de color ventral. Barres negres laterals del cap amb una barra vertical bronzejada o grisa al llavi just davant de l'ull.

## Hàbitat
Principalment a la selva tropical relativament tranquil·la, però marginalment als hàbitats de bosc humit de les terres baixes. Poques vegades es veu excepte durant el període de reproducció.